# La Patrulla Peluda
La Patrulla Peluda (en anglès: PAW Patrol, lit. ‘Patrulla POTA’) és una sèrie de dibuixos animats canadenca creada per Keith Chapman. La sèrie va ser emesa per primera vegada a TVOKids i poc després per Nickelodeon, l'estiu de 2013.
La sèrie se centra en un noi anomenat Ryder que lidera un equip de gossos de recerca i rescat que s'anomenen la PAW Patrol. Treballen junts en missions per protegir la vila de Badia Aventures i les zones circumdants. Cada gos té unes habilitats específiques, similars a les professions dels serveis d'emergència, com ara un bomber, un agent de policia i un pilot d'aviació. Tots resideixen en cases de gossos que es transformen en vehicles personalitzats, per a poder dur a terme les seves missions. També duen motxilles especials d'alta tecnologia que contenen eines especials per poder fer la seva feina. La sèrie s'ha emès en més de 160 països.
El setembre de 2024 es va anunciar que es doblaria al català per al SX3, i aquell mateix mes es va fer una votació perquè els súpers votessin quin títol tindria en català. Les opcions van ser: La Patrulla Peluda, La Quisso Patrulla i La Patrulla Lladruc. Finalment, després d'un total 21.000 vots, l'opció triada va ser la primera, amb 8096 vots (un 38%). Finalment, la sèrie es va estrenar el 20 de desembre del mateix any per internet i el 21 de desembre pel canal lineal.

## Personatges
- Ryder és un nen de deu anys que lidera la Patrulla Peluda. El seu vehicle principal és un tot terreny vermell que es pot transformar en una llanxa o una moto de neu.
- Chase és un pastor alemany de set anys que fa de gos policia, i ocasionalment, d'espia. És la mà dreta d'en Ryder, i també el seu millor amic. Té els sentits de l'olfacte i de la vista molt desenvolupats, però té al·lèrgia als gats i a les plomes. Condueix un cotxe de policia blau.
- Marshall és un dàlmata de sis anys que fa de bomber. Tot i que és competent, és una mica sapastre i sempre fa tard. El seu vehicle principal és un camió de bombers vermell que es pot transformar en ambulància.
- Skye és una cockapoo de set anys que actua de suport aeri de l'equip. Sol pilotar un helicòpter gris i rosa.
- Rocky és un gos mestís que fa de mecànic i s'encarrega del reciclatge. No li agrada gens mullar-se. El seu vehicle principal és un camió de reciclatge de color verd llima que pot servir de remolc i de carretó elevador.
- Rubble és un bull-dog anglès de cinc anys que fa de paleta. Condueix un buldòzer groc que porta incorporats un trepant i una grua.
- Zuma és un labrador de cinc anys que s'encarrega dels rescats aquàtics. El seu vehicle principal és un aerolliscador taronja que a més de poder anar per terra i per aigua, es pot transformar en un submarí.

## Temporades
| Temporada | Temporada                    | Episodis                     | #                            | Segments                     | Dates d'emissió        | Dates d'emissió        | Dates d'emissió en català | Dates d'emissió en català |
| Temporada | Temporada                    | Episodis                     | #                            | Segments                     | Primera emissió        | Última emissió         | Primera emissió           | Última emissió            |
| --------- | ---------------------------- | ---------------------------- | ---------------------------- | ---------------------------- | ---------------------- | ---------------------- | ------------------------- | ------------------------- |
|           | 1                            | 1-26                         | 26                           | 48                           | 12 d'agost de 2013     | 18 d'agost de 2014     | 21 de desembre de 2024    | 9 de febrer de 2025       |
|           | 2                            | 27-52                        | 26                           | 48                           | 13 d'agost de 2014     | 2 d'octubre de 2015    | 9 d'abril de 2025         | -                         |
|           | 3                            | 53-78                        | 26                           | 48                           | 20 de novembre de 2015 | 26 de gener de 2017    | -                         | -                         |
|           | 4                            | 79-104                       | 26                           | 47                           | 6 de febrer de 2017    | 8 de març de 2018      | -                         | -                         |
|           | 5                            | 105-130                      | 26                           | 47                           | 6 de febrer de 2018    | 25 de gener de 2019    | -                         | -                         |
|           | 6                            | 131-156                      | 26                           | 49                           | 22 de febrer de 2019   | 23 de juliol de 2021   | -                         | -                         |
|           | 7                            | 157-182                      | 26                           | 45                           | 27 de març de 2020     | 7 de maig de 2021      | -                         | -                         |
|           | 8                            | 183-208                      | 26                           | 53                           | 2 d'abril de 2021      | 21 d'abril de 2023     | -                         | -                         |
|           | PAW Patrol: The Movie        | PAW Patrol: The Movie        | PAW Patrol: The Movie        | PAW Patrol: The Movie        | 20 d'agost de 2021     | 20 d'agost de 2021     | -                         | -                         |
|           | 9                            | 209-234                      | 26                           | 46                           | 25 de març de 2022     | 31 de juliol de 2023   | -                         | -                         |
|           | 10                           | 235-260                      | 26                           | 47                           | 10 de juliol de 2023   | 17 de setembre de 2024 | -                         | -                         |
|           | Paw Patrol: The Mighty Movie | Paw Patrol: The Mighty Movie | Paw Patrol: The Mighty Movie | Paw Patrol: The Mighty Movie | 29 de setembre de 2023 | 29 de setembre de 2023 | -                         | -                         |
|           | 11                           | 261-???                      | 26                           | ?                            | 18 de setembre de 2024 | -                      | -                         | -                         |